# Théâtre des travailleurs de Tampere
Le Théâtre des travailleurs de Tampere (finnois : Tampereen Työväen Teatteri) est un théâtre situé  dans le quartier de Kaakinmaa au centre de Tampere en Finlande.

## Architecture
Le théâtre a longtemps fonctionné dans un bâtiment en bordure du parc Hämeenpuisto à proximité de la maison des travailleurs de Tampere. 
Depuis 1985, il fonctionne dans son nouveau local proche de la maison des travailleurs de Tampere.

### Scènes
| Nom                       | Nom en finnois               | Places |
| ------------------------- | ---------------------------- | ------ |
| Grande scène              | Suuri näyttämö               | 813    |
| Scène Eino Salmelainen    | Eino Salmelaisen näyttämö    | 403    |
| Théâtre du cellier        | Kellariteatteri              | 61     |
| Club TTT scène restaurant | TTT-Klubi, ravintolanäyttämö | 240    |